# Neuguinea-Weißschwanzratte
Die Neuguinea-Weißschwanzratte (Xenuromys barbatus) ist eine Nagetierart aus der Gruppe der Altweltmäuse (Murinae). 
Neuguinea-Weißschwanzratten zählen zu den größeren Vertretern der Altweltmäuse. Sie erreichen eine Kopfrumpflänge von 27 bis 34 Zentimetern, wozu noch ein 22 bis 28 Zentimeter langer Schwanz kommt. Ihr Gewicht beträgt 0,9 bis 1,1 Kilogramm. Das Fell ist am Rücken rotbraun oder grau, der Bauch ist hellgrau bis weißlich. Die Pfoten sind nahezu unbehaart, der zumindest zur Hälfte weiß gefärbte Schwanz ist beschuppt.
Diese Nagetiere sind von verschiedenen Stellen auf Neuguinea bekannt, es ist denkbar, dass sich ihr Verbreitungsgebiet über die ganze Insel erstreckt. Ihr Lebensraum sind hügelige oder gebirgige Wälder bis in 1600 Meter Seehöhe.
Über die Lebensweise ist sehr wenig bekannt. Vermutlich leben sie am Boden und ernähren sich von Früchten, Samen und Insekten.
Gebietsweise wird die Neuguinea-Weißschwanzratte wegen ihres Fleisches bejagt, insgesamt ist die Art aber laut IUCN nicht gefährdet. Systematisch ist die Art Teil der Pogonomys-Gruppe, einer vorwiegend auf Neuguinea beheimateten Radiation der Altweltmäuse.